# ام‌وی‌ام ۵۵۰
ام‌وی‌ام ۵۵۰ (به انگلیسی: MVM 550) یک اتومبیل تولید شده توسط شرکت تولیدکننده چینی چری می‌باشد که از سال ۲۰۱۱ است. این خودرو بر اساس چری ای۵ ساخته شده‌است.

## ویژگی‌ها
این خودرو از حجم موتور ۱٫۵ لیتر، حداکثر قدرت ۱۰۷ اسب بخار (۸۰ کیلووات) در ۶۰۰۰ دور در دقیقه و با حداکثر گشتاور ۱۴۰ نیوتون-متر در ۴۵۰۰ دور در دقیقه برخوردار است؛ که در کشورهای خاورمیانه از جمله ایران با حجم موتور ۲ لیتری و قدرت 140 اسب بخار(106 کیلووات) و گشتاور 185 نيوتن متری تولید می‌شود.

## مشخصات فنی
● نوع گیربکس : دستی پنج سرعته / اتومات cvt
● نوع دیفرانسیل : دیفرانسیل جلو
● حجم موتور : 2000 سی سی
● تعداد سیلندر : 4 سیلندر
● تعداد سوپاپ : 16 سوپاپ
● قدرت : 5750/140 (اسب بخار/دور در دقیقه)
● گشتاور : 4500/185 (نیوتن‌متر/دور در دقیقه)
● طول : 4580 میلی‌متر
● عرض : 1760 میلی‌متر
● ارتفاع : 1483 میلی‌متر
● وزن : 1410 کیلوگرم
● حداکثر سرعت : 230 کیلومتر بر ساعت
● شتاب 0 تا 100 : 9.6 ثانیه
● مصرف سوخت ترکیبی: 6.8 در 100 کیلومتر
● حجم مخزن سوخت : 45 ليتر

## نگارخانه

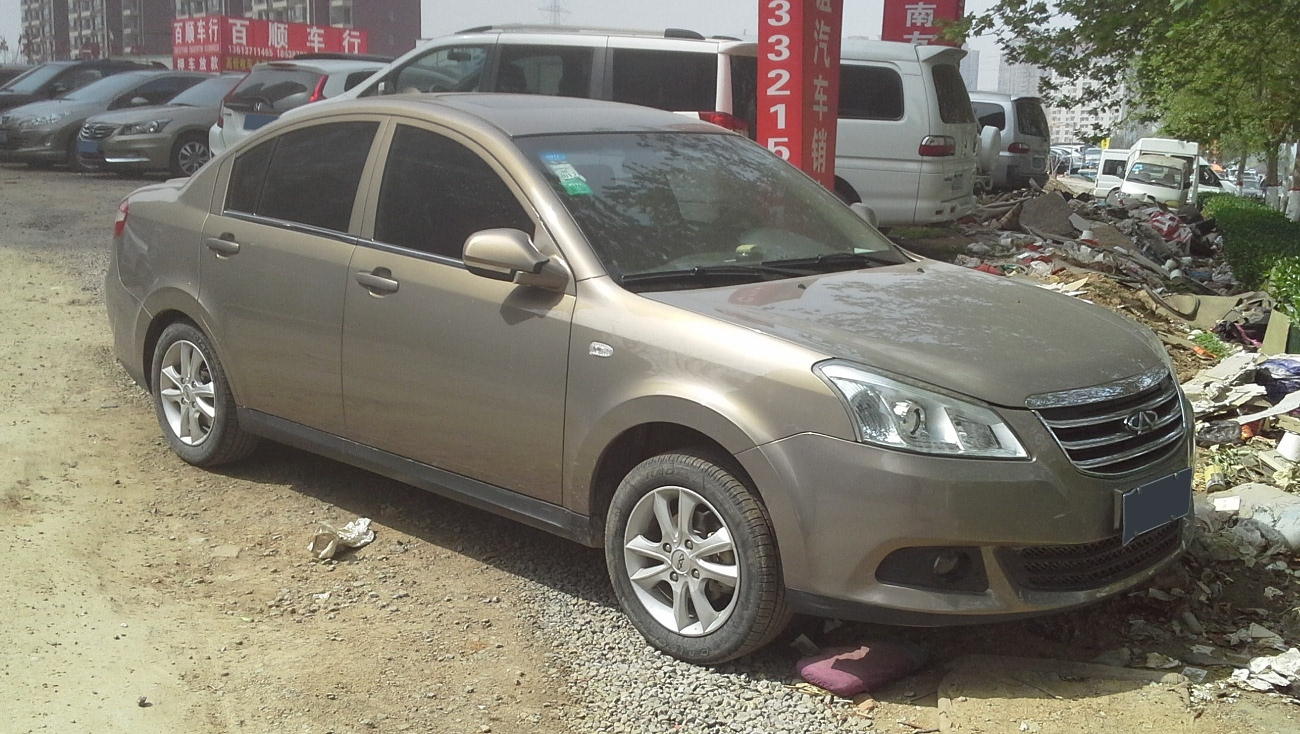
نمای جلو چری ئی۵
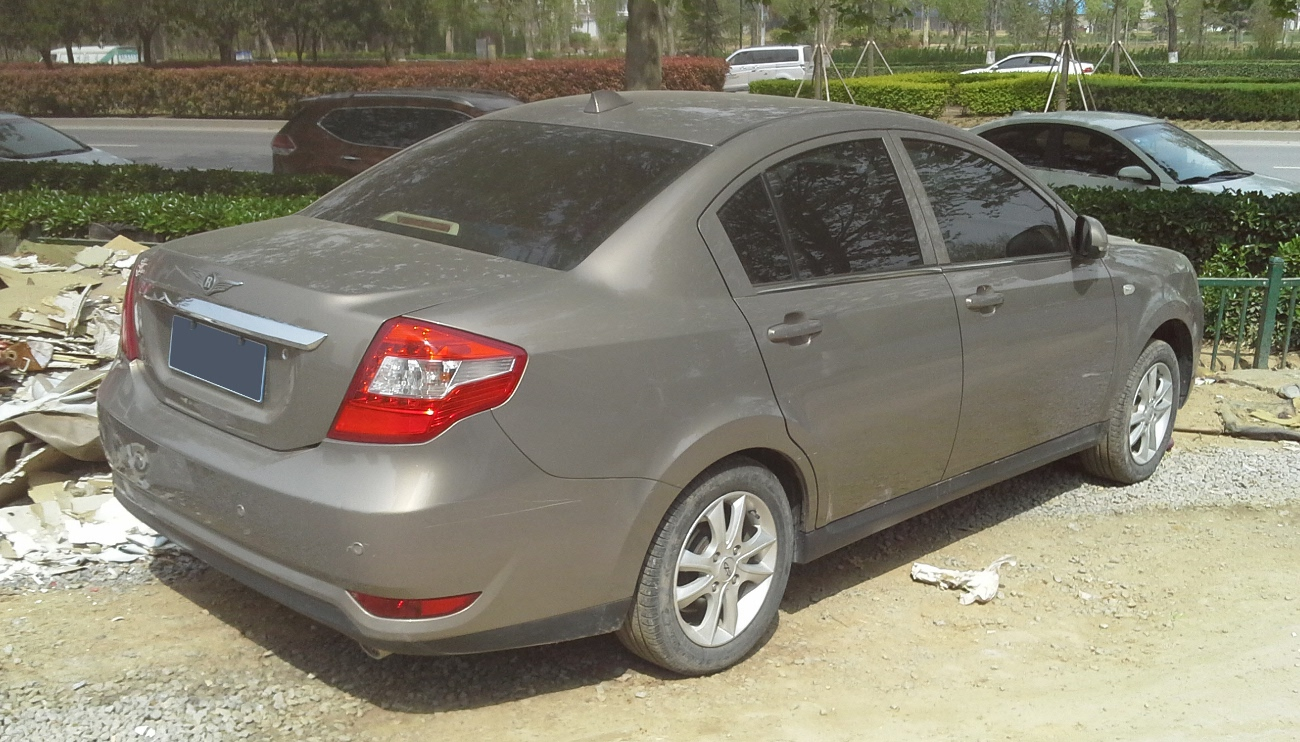
نمای عقب چری ئی۵
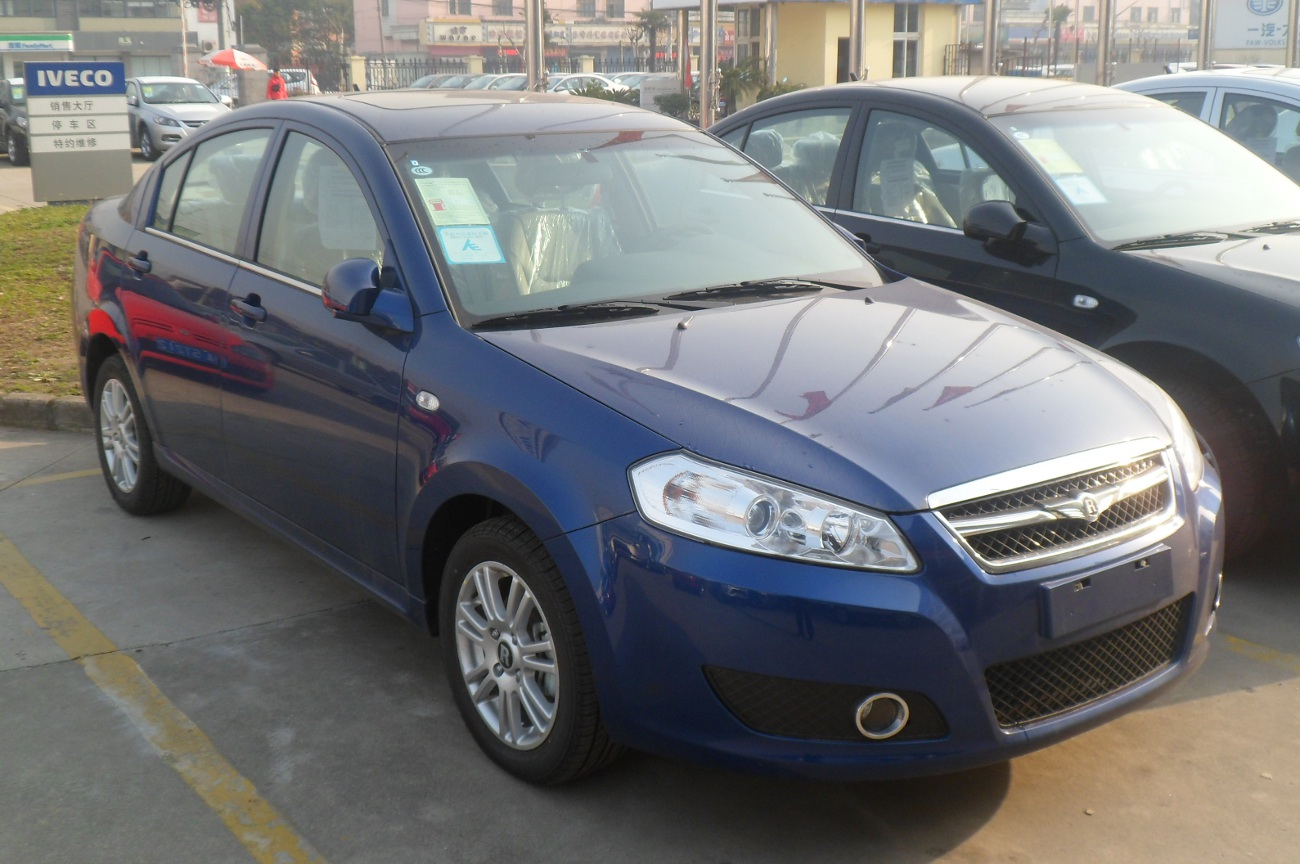
نمای جلو رایچ جی۳
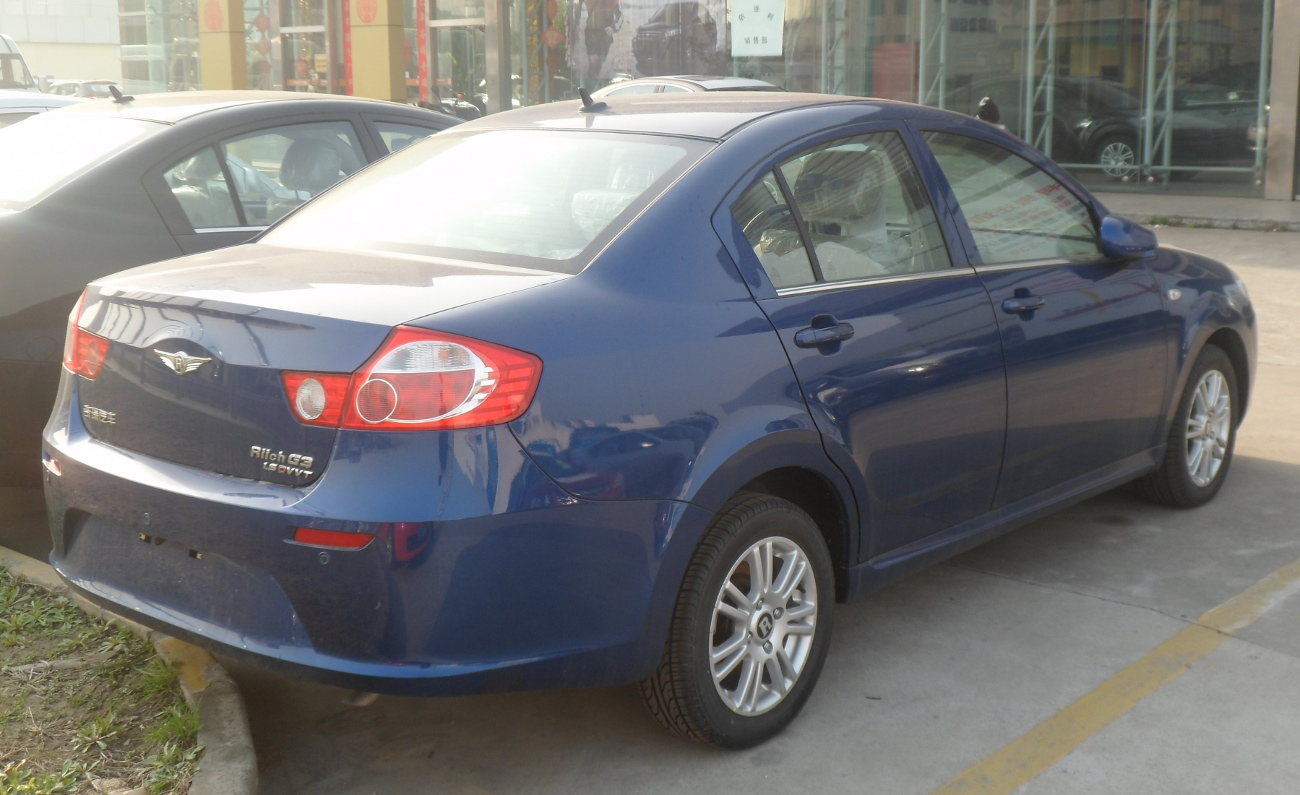
نمای عقب رایچ جی۳